# 靖子内親王
靖子内親王（せいしないしんのう、延喜15年（915年） - 天暦4年10月13日（950年11月25日））は、平安時代中期の皇族。醍醐天皇の皇女で、母は更衣源封子。第一皇子克明親王と同腹。名は「やすこ」とも読む。
生年は延喜16年（916年）とも。延喜21年（921年）臣籍降下して源姓を賜ったが、延長8年（930年）9月29日内親王となる。大納言藤原師氏が参議であったときにその室となり、一女を生む。

## 参考資料
- 『大日本史料』1編9冊